# 브루스터 불도그스
| 브루스터 불도그스 |                                   |
| 설립연도          | 2015년                            |
| 해체연도          | 2016년                            |
| 역사              | 브루스터 불도그스 (2015년~2016년) |
| 경기장            | 브루스터 아이스 아레나            |
| 연고지            | 뉴욕주 브루스터                   |
| 상징색            | 빨강, 검정, 하양                  |
| 구단주            | 브루스 베넷 에드 크로             |
| 단장              | -                                 |
| 감독              | 데이비드 룬                       |
| 정규시즌 우승     | -                                 |
| 플레이오프 우승   | -                                 |
| 영구 결번         | -                                 |

브루스터 불도그스(Brewster Bulldogs)는 미국 뉴욕주 브루스터를 연고지로 하는 FHL 소속 아이스 하키팀이다.

## 역대 홈경기장
| 경기장                 | 사용기간      | 수용인원 | 장소            | 비고 |
| ---------------------- | ------------- | -------- | --------------- | ---- |
| 브루스터 불도그스      |               |          |                 |      |
| 브루스터 아이스 아레나 | 2015년~2016년 | 1,000명  | 뉴욕주 브루스터 | 빈칸 |